# Büren járás
Büren járás (mongol nyelven: Бүрэн сум) Mongólia Központi tartományának egyik járása. Területe 3750 km². Népessége kb. 3800 fő.
Székhelye, Bajantohom (Баянтохом) 178 km-re fekszik Dzúnmod tartományi székhelytől és 210 km-re Ulánbátortól.